# الشركة الوطنية للتنمية الزراعية
الشركة الوطنية للتنمية الزراعية (نادك) واحدة من أكبر الشركات الزراعية المساهمة في الشرق الأوسط وشمال أفريقيا. تأسست في الأول من يوليو عام 1981 بموجب مرسوم ملكي كشركة عامة مساهمة. وتمتلك الحكومة 32٪ من أسهمها، بينما يتم تداول الأسهم الباقية في البورصة السعودية، وهي تُعتبر أيضاً واحدة من أكبر شركات الألبان المتكاملة في العالم. وأول شركة زراعية تأسست في السعودية. يبلغ رأس مال الشركة 847.00 مليون ريال، وتصل قيمتها السوقية إلى 2,005.70 مليون ريال سعودي.

## مجموعة نادك
تأسست الشركة الوطنية للتنمية الزراعية (نادك) بموجب مرسوم ملكي في عام 1981 من أجل تقليل اعتماد المملكة العربية السعودية على الواردات الزراعية، ومنذ ذلك الحين مرت بمراحل تطور سريعة متتالية مما جعل مجموعة نادك اليوم واحدة من أكبر شركات الأغذية الزراعية في العالم وفي منطقة الشرق الأوسط/أفريقيا. نادك هي شركة مساهمة عامة برأس مال قدره 600 مليون ريال سعودي. تمتلك حكومة المملكة العربية السعودية 20% من أسهم الشركة، بينما طرح الباقي للتداول العام. تنقسم مجموعة نادك إلى وحدتين تجاريتين منفصلتين، نادك للأغذية للمنتجات الاستهلاكية وشركة نادك الزراعية للمنتجات الزراعية.
تعتبر الشركة الوطنية للتنمية الزراعية «نادك» أحد أكبر الشركات الغذائية والزراعية في منطقة الشرق الأوسط وشمال أفريقيا، حيث يتنوع نشاطها مابين منتجات الألبان والعصائر والأغذية المتنوعة كالزيت زيتون والبطاطس والذرة وغيرها التي تساهم في تغذية المستهلكين كل يوم.
كما تمتلك الشركة واحدة من أكبر مزارع الألبان المتكاملة في العالم المتواجدة في مشروع نادك في منطقة حرض بالسعودية لأكثر من 200 منتج وأكثر 40 ألف منفذ بيع.

## نادك للأغذية
تقدم شركة نادك للأغذية اليوم مجموعة واسعة تضم أكثر من 200 منتج مختلف من الحليب الطازج إلى اللبن، ومن الزبادي إلى الجبن، ومجموعة واسعة من عصائر الفاكهة.
نادك للأغذية هي واحدة من أكبر شركات الألبان المتكاملة رأسياً في العالم حيث تتم إدارة جميع الأنشطة الرئيسية اللازمة لإدارة أعمال الألبان داخل الشركة، بما في ذلك إنتاج الحليب القادم من ست مزارع تضم حوالي 60 ألف بقرة، ومصنعان للمعالجة ينتجان أكثر من 1.5 مليون لتر من الحليب يوميًا، وإنتاج إجمالي يبلغ 350 مليون لتر، تمتلك الشركة 200 شاحنة للتوزيع للوصول إلى 50 مستودعًا وموزعًا في جميع أنحاء منطقة الشرق الأوسط وشمال أفريقيا، و800 شاحنة مبيعات صغيرة يديرها فريق مبيعات مكون من 2000 فرد، يقدمون خدماتهم لـ 35000 عميل تجزئة و5000 عميل خدمات تقديم الطعام.
في عام 2018، استحوذت نادك على مشروع دانون في المملكة العربية السعودية (الصافي دانون).

## نادك الزراعية
يعد الإنتاج الزراعي أحد أهم الأنشطة في الشركة ويتوافق مع هدف المملكة المتمثل في زيادة الاكتفاء الذاتي الغذائي وتقليل الاعتماد على الواردات. يوفر الجزء الزراعي من العمل مجموعة من المنتجات المختلفة؛ من البصل والبطاطس والفواكه إلى الزيتون والقمح والذرة والبرسيم، بالإضافة إلى الأعلاف الحيوانية الأخرى التي تستخدم في تغذية الأبقار الحلوب في المزارع.
وتشمل الفواكه الخوخ والمشمش والخوخ، في حين أن الخضروات هي البطاطس والبصل والطماطم. وتتم زراعة محاصيل أخرى مثل القمح والبرسيم والذرة الشامية وعشب الرودس على آلاف الأفدنة من الأراضي عبر أربعة مشاريع رئيسية في حرض ووادي الدواسر وحائل والجوف.

## مشاريع الشركة

### مشروع حائل
يقع مشروع حائل على بعد 580 كيلو متر من مدينة الرياض، المساحة المزروعة 10000 هكتار يزرع بها الذرة، البصل، البطاطس، الأعلاف والقمح. ويضم مشروع حائل  أحد أكبر مراكز معالجة البذور في المملكة. بالإضافة إلى محطة لتسمين العجول.

### مشروع وادي الدواسر
يقع مشروع وادي الدواسر على بعد 600 كيلو متر من مدينة الرياض، المساحة المزروعة 4000 هكتار يزرع بها  البطاطس، البصل والأعلاف.

### مشروع الجوف
يقع على بعد 1,250 كيلومتراً شمال الرياض وعلى مساحة 7,200 هكتاراً ويمتاز بمناخه المناسب لزراعة أشجار الفواكه من مختلف الأصناف ذات المواصفات التسويقية الجيدة مثل الخوخ والمشمش والبرقوق، بالإضافة إلى زراعة الزيتون، لإنتاج زيت الزيتون. وفي المشروع مشتل خاص لإنتاج الشتلات وزيادة الأصناف ذات المواصفات الجيدة حسب الطلب. كما يقوم المشروع بإنتاج القمح، والبطاطس والبصل.